# Bernard Barsi
Bernard César Augustin Barsi (14. srpna 1942 Nice, Francie – 28. prosince 2022) byl původem francouzský římskokatolický kněz, který byl v letech 2000–2020 arcibiskupem monackým.